# 2학년의 꿈
2학년의 꿈(영어: sophomore's dream)은 아래의 식으로, 구별이 없으면 첫번째를 일컫는 일이 많다.
{\displaystyle {\begin{aligned}\int _{0}^{1}x^{-x}\,dx&=\sum _{n=1}^{\infty }n^{-n}\approx 1.291285997...\\\int _{0}^{1}x^{x}\,dx&=\sum _{n=1}^{\infty }(-1)^{n+1}n^{-n}=-\sum _{n=1}^{\infty }(-n)^{-n}\approx 0.7834305107...\end{aligned}}}
1697년에 요한 베르누이가 발견했다. 1학년의 꿈에서 이름을 따서 명명되었다. 하지만 1학년의 꿈과 다르게 참이다. 두 식의 값이 무리수인지는 아직 증명되지 않았다.

## 같이 보기
- 급수 (수학)